# Franco De Benedictis
Franco De Benedictis (Necochea, Provincia de Buenos Aires; 22 de marzo de 1993) es un piloto argentino de automovilismo. Iniciado en el ambiente del kart, debutó profesionalmente en la divisional TC Pista Mouras de la Asociación Corredores de Turismo Carretera en el año 2010, contando con sólo 16 años de edad y sin experiencia previa en monoplazas. Tras dos años en esta división, comenzó su ascenso en las divisiones inferiores de ACTC, logrando en el año 2012 el subcampeonato en la divisional TC Mouras y el ascenso para la temporada 2013 al TC Pista. A la par de sus participaciones en esta divisional, en el año 2014 debutó en la Top Race Series, categoría donde corrió en los años 2015 y 2017, teniendo de por medio una participación en la categoría Top Race V6 en el año 2016. 
Entre sus relaciones personales, Franco De Benedictis pertenece a una familia de reconocida trayectoria en el ámbito del automovilismo, ya que su padre Juan Antonio De Benedictis supo competir en la categoría Turismo Carretera, logrando tres subcampeonatos y desarrollando la profesión de motorista tras anunciar su retiro. Por su parte, su hermano mayor Juan Bautista De Benedictis también profesa la actividad automovilística, habiendo sido campeón de TC Mouras en 2004 y de TC Pista en 2005.

## Biografía

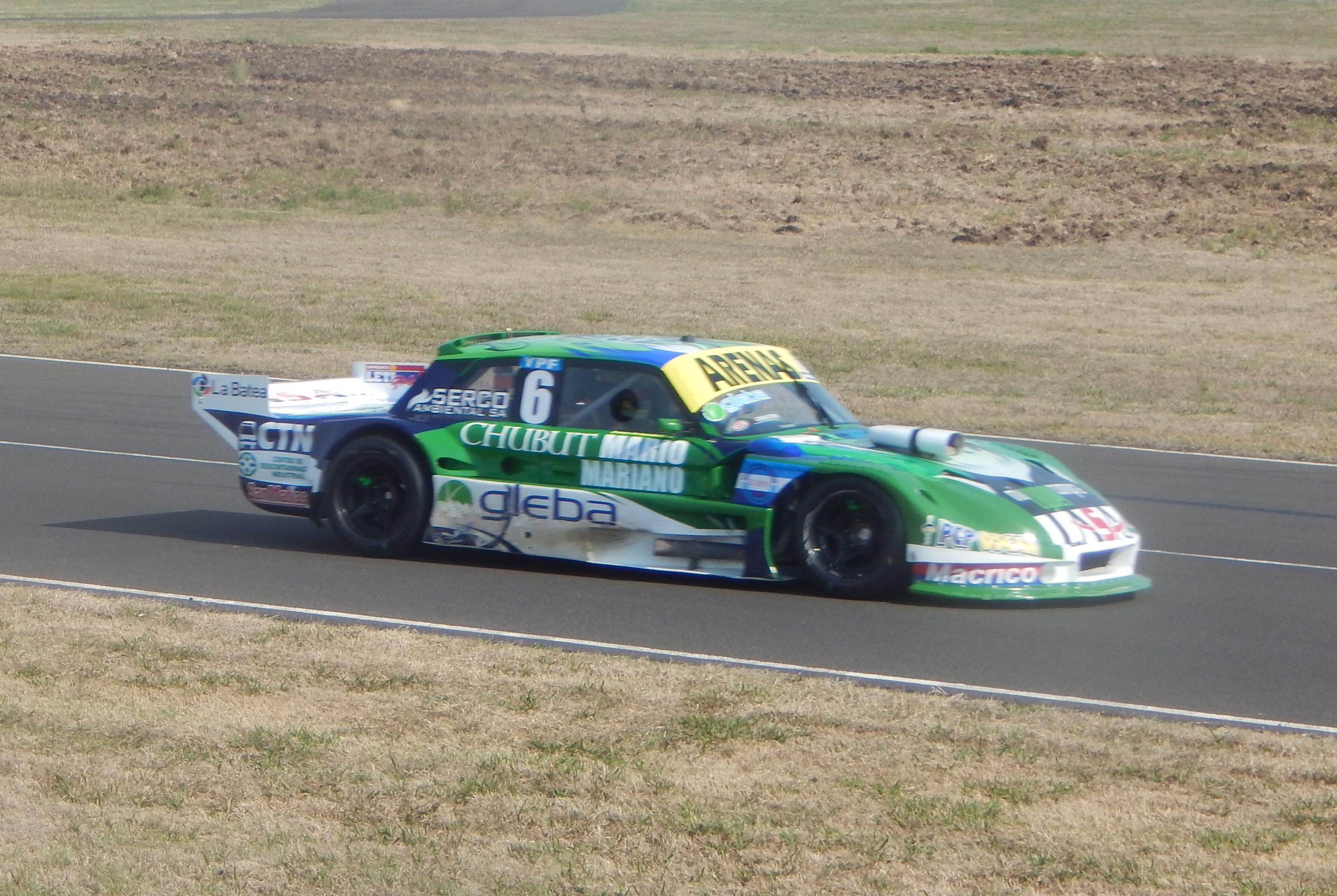
Franco disputando la carrera de Paraná, de la temporada 2015 del TC Pista.

Habiéndose iniciado en el mundo del kart a los 5 años, la carrera profesional de Franco De Benedictis inició en el año 2010, al debutar con 16 años en la divisional TC Pista Mouras de la Asociación Corredores de Turismo Carretera, al comando de un Ford Falcon que contaba con asesoramiento mecánico de su padre, siendo asimismo el piloto más joven de la historia de la ACTC en debutar en una divisional de este ente fiscalizador. Sin haber hecho paso previo por categorías de monoplazas y tras un largo parate luego de su paso por el karting, con esta unidad consiguió sus primeros éxitos personales al ganar tres carreras en su año debut, lo que lo terminó posicionando en la cuarta ubicación del campeonato.
Tras repetir esa ubicación en el campeonato 2011, obtuvo el pase al TC Mouras para el año 2012 gracias a los antecedentes que le generaron  sus victorias en la divisional TCPM. En su debut en el TC Mouras, consiguió clasificar al Play Off con una abultada diferencia de puntos respecto a sus perseguidores, sin embargo en la fase definitoria del torneo no consiguió repetir lo actuado, debiendo resignar el título a manos de Juan José Ebarlín. A pesar de ello, su ubicación al tope de la tabla general terminó otorgándole el subcampeonato y el correspondiente ascenso al TC Pista, para la temporada 2013.

## Trayectoria
| Kartismo      | Kartismo                                   | Kartismo                    |
| Año           | Campeonato                                 | Categoría                   |
| ------------- | ------------------------------------------ | --------------------------- |
| 1999          | Campeonato Atlántico de Karting            | Categoría escuela           |
| 1999          | Campeonato de Karting del Sudeste          | Categoría escuela           |
| 2000          | Campeonato Atlántico de Karting            | Categoría escuela           |
| 2000          | Campeonato de Karting del Sudeste          | Categoría escuela           |
| 2001          | Subcampeón Campeonato Atlántico de Karting | Categoría escuela           |
| 2001          | Debut en el Campeonato Argentino           | Categoría Promocional Sthil |
| 2002          | Campeón Campeonato Atlántico de Karting    | Categoría escuela           |
| 2002          | Subcampeón Campeonato Argentino            | Categoría Promocional Sthil |
| 2003          | Campeón Campeonato Atlántico de Karting    | Categoría escuela           |
| 2003          | Campeón Campeonato Argentino               | Categoría Promocional Sthil |
| 2003          | Campeonato Argentino de Karting            | Categoría Pre Junior        |
| 2003          | Campeonato Bonaerense de Karting           | Categoría Pre Junior        |
| Automovilismo |                                            |                             |
| Año           | Categoría                                  | Modelo                      |
| 2010          | Debut en TC Pista Mouras                   | Ford Falcon                 |
| 2011          | TC Pista Mouras                            | Ford Falcon                 |
| 2012          | TC Mouras, Debut y subcampeonato           | Ford Falcon                 |
| 2013          | Debut en TC Pista                          | Ford Falcon                 |
| 2014          | TC Pista                                   | Ford Falcon                 |
| 2014          | Debut en Top Race Series, 2 carreras       | Ford Mondeo Series          |
| 2015          | TC Pista                                   | Ford Falcon                 |
| 2015          | Top Race Series                            | Ford Mondeo Series          |
| 2016          | TC Pista                                   | Ford Falcon                 |
| 2016          | Debut en Top Race V6                       | Mitsubishi Lancer GT        |
| 2016          | Debut en Top Race V6                       | Ford Mondeo III             |
| 2017          | Top Race Series                            | Mercedes-Benz CLA Series    |

- [3]
- [4]

### Trayectoria en Top Race
| Temporada | Categoría       | Equipo               | Automóvil                | Posición            |
| --------- | --------------- | -------------------- | ------------------------ | ------------------- |
| 2014      | Top Race Series | ABH Sport            | Ford Mondeo Series       | 16º (58.00 puntos)  |
| 2015      | Top Race Series | ABH Sport            | Ford Mondeo Series       | 11º (154.00 puntos) |
| 2016      | Top Race V6     | Mitsubishi GF Racing | Mitsubishi Lancer GT     | 23º (11.00 puntos)  |
| 2016      | Top Race V6     | ABH Sport            | Ford Mondeo III          | 23º (11.00 puntos)  |
| 2017      | Top Race Series | ABH Sport            | Mercedes-Benz CLA Series | 3º (170.00 puntos)  |

### Resultados completos TC Pista Mouras
| Temporada               | Temporada   | Fechas | Fechas | Fechas | Fechas | Fechas | Fechas | Fechas | Fechas | Fechas | Fechas | Fechas | Fechas | Fechas | Fechas | Posición final     |
| Equipo                  | Automóvil   | Fechas | Fechas | Fechas | Fechas | Fechas | Fechas | Fechas | Fechas | Fechas | Fechas | Fechas | Fechas | Fechas | Fechas | Posición final     |
| ----------------------- | ----------- | ------ | ------ | ------ | ------ | ------ | ------ | ------ | ------ | ------ | ------ | ------ | ------ | ------ | ------ | ------------------ |
| 2010                    | 2010        | 01     | 02     | 03     | 04     | 05     | 06     | 07     | 08     | 09     | 10     | 11     | 12     | 13     | 14     | 4º (135.25 puntos) |
| Petrone - De Benedictis | Ford Falcon | 15     | 17     | 9º     | 1º     | 15     | 2º     | 8º     | 8º     | 1º     | 8º     | 20     | 1º     | 11     | 12     | 4º (135.25 puntos) |
|                         |             |        |        |        |        |        |        |        |        |        |        |        |        |        |        |                    |
| 2011                    | 2011        | 01     | 02     | 03     | 04     | 05     | 06     | 07     | 08     | 09     | 10     | 11     | 12     | 13     | 14     | 4º (139.00 puntos) |
| Rush Racing             | Ford Falcon | 1º     | 19     | 14     | 3º     | Ex.    | 3º     | 5º     | 2º     | Ex.    | NP     | 2º     | 6º     | 5º     | 4º     | 4º (139.00 puntos) |

### Resultados completos TC Mouras
| Temporada          | Temporada   | Fechas | Fechas | Fechas | Fechas | Fechas | Fechas | Fechas | Fechas | Fechas | Fechas | Fechas | Fechas | Fechas | Fechas | Posición final     |
| Equipo             | Automóvil   | Fechas | Fechas | Fechas | Fechas | Fechas | Fechas | Fechas | Fechas | Fechas | Fechas | Fechas | Fechas | Fechas | Fechas | Posición final     |
| ------------------ | ----------- | ------ | ------ | ------ | ------ | ------ | ------ | ------ | ------ | ------ | ------ | ------ | ------ | ------ | ------ | ------------------ |
| 2012               | 2012        | 01     | 02     | 03     | 04     | 05     | 06     | 07     | 08     | 09     | 10     | 11     | 12     | 13     | 14     | 2º (233.75 puntos) |
| Ugalde Competición | Ford Falcon | 19     | 2º     | 2º     | 7º     | 3º     | 13     | 1º     | 5º     | 1º     | 4º     | 2º     | 5º     | 9º     | 14     | 2º (233.75 puntos) |

## Palmarés
| Título     | Categoría | Modelo      | Año  |
| ---------- | --------- | ----------- | ---- |
| Subcampeón | TC Mouras | Ford Falcon | 2012 |

### Karting
| Título     | Campeonato                      | Categoría                   | Año  |
| ---------- | ------------------------------- | --------------------------- | ---- |
| Subcampeón | Campeonato Atlántico de Karting | Categoría Escuela           | 2001 |
| Campeón    | Campeonato Atlántico de Karting | Categoría Escuela           | 2002 |
| Subcampeón | Campeonato Argentino de Karting | Categoría Promocional Sthil | 2002 |
| Campeón    | Campeonato Atlántico de Karting | Categoría Escuela           | 2003 |
| Campeón    | Campeonato Argentino de Karting | Categoría Promocional Sthil | 2003 |

### Menciones honoríficas
- 2002: Ganador "Premio Puente Colgante", en la terna de automovilismo nacional (Necochea)
- 2003: Ganador "Premio Lobo de Mar" (Mar del Plata)
- 2003: Ganador "Premio Puente Colgante", en la terna de automovilismo nacional (Necochea)